# 斑胸鸦雀
斑胸鸦雀（学名：Paradoxornis flavirostris）为鸦雀科鸦雀属的鸟类，俗名黄嘴鸦雀。分布于尼泊尔、印度、缅甸、中印半岛以及中国大陆的中国南部、北抵甘肃陕西等省的南部、西抵云南等地，多生活于活动于灌木丛、矮树丛、或稀树草坡、夏间多在山地以及冬迁山麓芦苇地带。该物种的模式产地在尼泊尔。